# Seventh Code
Seventh Code (セブンス コード?, Sebunsu kōdo, letteralmente "Settimo codice") è un film del 2013 diretto da Kiyoshi Kurosawa.
È stato presentato in anteprima tra i film in concorso all'8ª edizione del Festival internazionale del film di Roma, dove ha vinto il premio per la miglior regia e per il migliore contributo tecnico. Nelle sale giapponesi è uscito l'11 gennaio 2014.

## Trama
Akiko è una giovane donna giapponese giunta nella città di Vladivostok, in Russia, alla ricerca disperata di Matsunaga, un giovane uomo d'affari che aveva conosciuto in Giappone e con il quale era stata a cena una sola volta. Incontratisi nuovamente, Matsunaga le fa capire di non essere interessato a lei, e le consiglia di «non fidarsi di nessuno quando si trova all'estero». I due si separano, ma Akiko continua imperterrita a seguirlo, fino a quando non viene catturata da due individui e abbandonata con pochi soldi e senza passaporto.
Una volta ristabilitasi, Akiko trova lavoro nel bar di Saitō, un giapponese emigrato in Russia in cerca di fortuna. Lì conosce anche Hsiao-yen, una giovane ragazza cinese legata sentimentalmente a Saitō che lavora nel bar come cameriera. Le due diventano amiche, fino a quando Hsiao-yen decide di lasciare Saitō e il bar in cerca di nuove opportunità lontano da Vladivostok. Nel frattempo Akiko non ha demorso nelle ricerche di Matsunaga, nelle quali viene aiutata da Saitō. Quest'ultimo scopre che Matsunaga è implicato in affari loschi con la mafia russa e per questo viene ucciso.
Poco dopo Matsunaga si imbatte nuovamente in Akiko, alla quale chiede di seguirlo nel suo appartamento. Qui viene convinto dalla fidanzata e complice a sbarazzarsi di lei, presa dalla gelosia e poiché d'intralcio nelle loro operazioni. Tuttavia Akiko si rivela essere un osso duro, e dopo averlo immobilizzato uccide Matsunaga con un colpo di pistola alla testa. Successivamente ruba dalla cassaforte dell'appartamento di Matsunaga un "krytron", un raro congegno elettronico che viene utilizzato per l'innesco delle bombe nucleari, e che si rivela essere il vero motivo per cui Akiko ha inseguito Matsunaga fino in Russia. Akiko consegna il congegno a un potente uomo politico in cambio di una grande quantità di denaro, e su sua esplicita richiesta, lo distrugge. Pensa quindi di recarsi a Mosca, decisa a iniziare una nuova vita, ottenendo un passaggio da un uomo anziano alla guida di un furgoncino diretto a Chabarovsk che trasporta dinamite. Nel tragitto viene inseguita da un'autovettura, la stessa su cui Matsunaga era solito salire: i due veicoli ingaggiano una sparatoria che termina con esplosione del furgoncino e, di conseguenza, dell'autovettura inseguitrice.

## Accoglienza

### Critica
Il film ha ricevuto critiche discordanti: Deborah Young di The Hollywood Reporter fa notare che Seventh Code in alcuni momenti sembra trarre ispirazione dalla «celebrazione attenta delle emozioni» tipica dei migliori lavori di Kurosawa, come Tokyo Sonata, mentre in altri momenti le stesse emozioni «mancano decisamente». Jay Weissberg di Variety descrive il film come «un eccentrico "su e giù" di un'ora concepito come vetrina per la cantante/attrice Atsuko Maeda». Mark Schilling del Japan Times dà al film un giudizio di tre stelle su cinque, affermando che «forse Atsuko Maeda non diventerà una stella del cinema d'azione dopo Seventh Code, ma almeno avrà avuto modo di farsi conoscere anche al di fuori del fanbase delle AKB48».

## Riconoscimenti
Il film ha partecipato tra le pellicole in concorso al Festival internazionale del film di Roma 2013 e ha vinto il premio come miglior regia, di Kiyoshi Kurosawa, e il premio come miglior contributo tecnico, nella fattispecie il montaggio, che è stato curato da Koichi Takahashi.